# 白島線
白島線（日语：／ Hakushima sen */?）是廣島電鐵擁有的電車路線之一。同時為廣島電鐵創業路線之一。

## 概要
此站與本線相同時期啟用。長久以來為市內線唯一沒有直通運輸的路線。在創業101年後的2013年，終於開設直通班次前往江波電車站。
此線是首先引入（與試行）一人控制和PASPY的路線。由於路線長度較短，因此在白島線內的車費為成人130日圓、小童70日圓（若乘越白島線時，則採用一般車費，成人190日圓，小童100日圓）。
路線總站白島電車站距離Astram線白島站1公里。在2007年，廣島商工會議所提出廢止白鳥線。但是，廣島市認為白鳥線應該要繼續存在，廣島電鐵也認同這個看法

### 路線資料
- 路線距離（營業距離）：1.2公里
- 軌距：1435毫米
- 車站數目：5個（包括起終點站）
- 雙線區間：全線（除了白島電車站附近路段）
- 電氣化區間：全線（直流600V）

## 運行形態
此線上只9號線行走。9號線基本上只在白島線內行走，來往八丁堀至白島之間。在2013年2月15日，開設了直通至江波線的號線（白島至八丁堀至土橋至江波），當時平日只有3往返班次，假日只有2往返班次，這些班次均使用超低地台車輛1000形。當中平日的1往返班次是在早上繁忙時間行走，使增加線內班次，其餘2往返班次是早上前往白島和深夜前往江波的班次。早上班前到達白島便不再拆返，深夜班次到達江波後便回廠。
在2008年，白島線開始使用PASPY，當時線內經常使用700形的705號和713號，另外日間設有1卡700形和900形或1900形1卡行走。這是由於在江波車廠的車輛中，只有705號、713號、912號、913號、1913號、1915號安裝PASPY讀卡機。隨後，在2009年2月9日至3月1日之間的平日早上繁忙時間開始接受PASPY支付車費。江波車廠中的700形和800形各車輛每日都會替換行走。
在1980年代後半至2000年代半的假日之間，於春夏天設有100形（懷舊電車）行走，於秋冬天設有200形（漢諾威電車）行走。

## 歷史
- 1912年（大正元年）11月23日 八丁堀至白島之間開通，當時路線名為常盤橋線。當時路線途經廣島城京口門前。
- 1940年（昭和15年）4月 在此線上首先使用布格爾集電弓。
- 1945年（昭和20年）8月6日 被投下原子彈，全線不能通行。
- 1952年（昭和27年）3月 全線重開。使用了現時路線的走線。
- 1969年（昭和44年） 在此線上首先使用900形（日语：広島電鉄900形電車）1卡編成列車。
- 2008年（平成20年）3月1日 在此線上首先試行『PASPY』（IC卡）。同時也可使用JR西日本「ICOCA」（首先引入IC卡讀卡機的車輛為700形）。
- 2013年（平成25年）2月15日 引入超低地台接掛車1000形。9號線部分班次直通至本線和江波線。

## 電車站列表
- 所有電車站[4]都位於廣島縣廣島市中區內。
- 全線只有9號線途經。

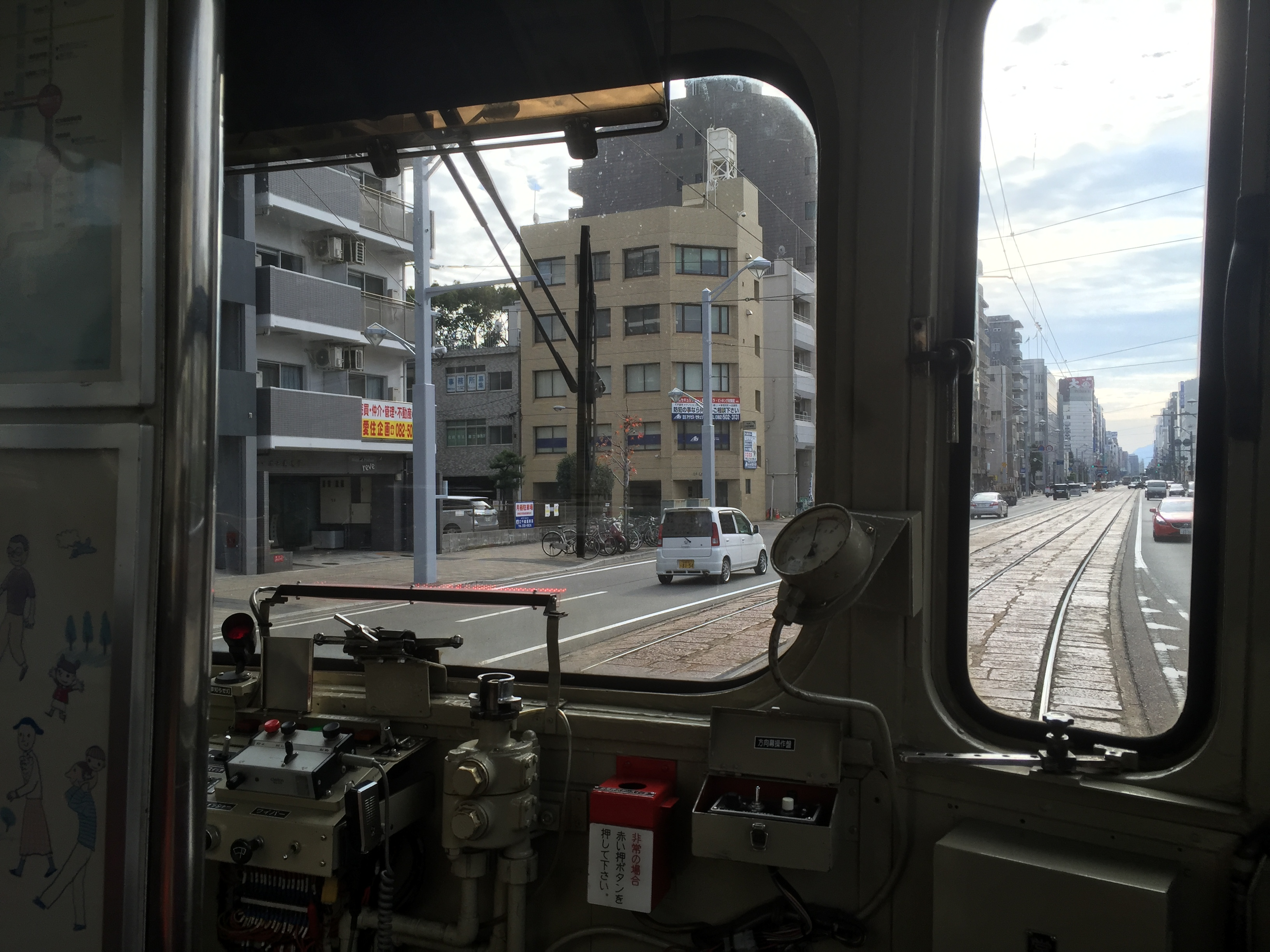
從白島線車內望見路線

- 軌道 … ||：複線路段 ∨：此起往下為單線 ｜：單線路段（無法避讓）

| 車站編號 | 中文站名     | 日文站名 | 英文站名 | 營業距離 | 營業距離 | 接續路線        | 軌道 |
| 車站編號 | 中文站名     | 日文站名 | 英文站名 | 站間     | 累計     | 接續路線        | 軌道 |
| -------- | ------------ | -------- | -------- | -------- | -------- | --------------- | ---- |
| M05      | 八丁堀       |          |          | -        | 0.0      | 廣島電鐵： 本線 | \|\| |
| W01      | 女學院前     |          |          | 0.5      | 0.5      |                 | \|\| |
| W02      | 縮景園前     |          |          | 0.2      | 0.7      |                 | \|\| |
| W03      | 家庭裁判所前 |          |          | 0.3      | 1.0      |                 | ∨    |
| W04      | 白島         |          |          | 0.2      | 1.2      |                 | ｜   |

## 注腳
1. ↑  広電白島線、突然の廃止案に波紋 （页面存档备份，存于）（日語） asahi.com 2007年6月21日。
2. ↑  [] 『中國新聞』2007年6月27日。
3. ↑  . 広島電鉄. 2013-02-06  [2013-02-17]. （原始内容存档于2013年4月24日） （日语）.
4. ↑  在廣島電鐵電車的車站稱為「電車站」，在鐵路線（即宮島線）的車站稱為「站」或「車站」。
5. ↑   (PDF). 広島電鉄.   [2025-07-10].

## 外部連結
- 白島線 （页面存档备份，存于）（日語）
- 『大廣島市街地圖 : 番地入』1940年（國立國會圖書館近代數碼化收藏）1940年的路線圖。標記為電車站